# دينيس فايدنر
دينيس فايدنير (بالألمانية: Dennis Waidner) (مواليد 8 فبراير 2001) هو لاعب كرة قدم ألماني يلعب كمدافع في نادي بايرن ميونخ ب.

## روابط خارجية
- دينيس فايدنير على موقع الاتحاد الأوربي (الإنجليزية)
- دينيس فايدنير على موقع قاعدة بيانات كرة القدم.إي يو (الإنجليزية)
- دينيس فايدنير على موقع بيانات كرة القدم. دي إي (الألمانية)
- دينيس فايدنير على موقع عالم كرة القدم.نت (الإنجليزية)